# Інкасо
Інкасо — одержання банком грошей за дорученням клієнта й зарахування цих грошей на його банківський рахунок.
Інкасо — форма розрахунків, за якою продавець доручає банку одержати від покупця за посередництвом банку-покупця, або іншого банку, платіж проти передачі документів, що засвідчують відвантаження товару, виконання робіт, або надання послуг.
Інкасо — це банківська операція, за допомогою якої банк за дорученням свого клієнта (експортера) отримує на основі розрахункових документів суму коштів, що йому належить, від платника (імпортера) за відвантажені йому товари чи надані послуги і зараховує ці кошти на рахунок клієнта-експортера у себе в банку. При цьому інкасо являє собою тільки інкасування паперів і банк не гарантує оплату коштів експортеру за відвантажений товар чи надані послуги.
Для зменшення ризику несплати при інкасовій формі розрахунків експортер повинен наполягати на наданні покупцем гарантії платежу, яку окремо видає банк. Гарантія в цьому разі повинна бути надана на термін, що перевищує термін сплати документів, і на суму, яка відповідає сумі наданих на інкасо документів.

## Види інкасо
Розрізняють два види інкасо — чисте і документарне.
- Чисте інкасо означає інкасо фінансових документів, які не супроводжуються комерційними документами.
- Документарне інкасо — це інкасо фінансових документів, які супроводжуються комерційними документами, або інкасо тільки комерційних документів.

## Міжнародна практика та порівняння з іншими видами розрахунків
У практиці міжнародних розрахунків частіше використовують документарне інкасо, яке призначається для здійснення платежів насамперед тоді, коли експортер не хоче відвантажувати товар за відкритим рахунком, але водночас не має страхування ризику через акредитив. 
Порівняно з поставкою за відкритим рахунком документарне інкасо гарантує більшу безпеку, оскільки перешкоджає покупцеві отримувати у свою власність товари, не сплативши чи не акцептувавши вексель.
На відміну від акредитивної форми банки при документарному інкасо не беруть на себе зобов'язань здійснити платіж. Їх відповідальність зводиться здебільшого до переказування і вручення документів проти сплати чи акцепту, але без власного зобов'язання здійснити платіж, якщо покупець не виконає або не зможе виконати своїх зобов'язань за інкасо. Завдяки меншій формальній строгості ця послуга пов'язана з меншими витратами і є більш гнучкою. Оскільки при документарному інкасо продавець до моменту відвантаження товару ще не може бути впевнений у тому що покупець дійсно зробить платіж, документарне інкасо підходить для здійснення платежів у таких випадках:
- продавець повністю довіряє покупцеві і впевнений, що останній оплатить відвантажені товари і надані послуги;
- політичні, економічні та правові умови в країні покупця вважаються стабільними;
- країна-отримувач не має імпортних обмежень (наприклад, валютний контроль), або вона надала всі необхідні дозволи.

Крім того, ще існує телеграфне інкасо, але воно майже не поширене у світі.